# 固河镇
固河镇，是中华人民共和国山東省聊城市高唐县下辖的一个乡镇级行政单位。

## 行政区划
固河镇下辖以下地区：
贾庄村、小华村、崔官屯村、巩庄村、窦集村、北辛村、沙王村、李集村、大华村、胡集村、前坡村、后坡村、固河社区村、吴官屯村、崔堂村、朱庄村、刘桥村和赵庄村。